# Костадин войвода
Костадин войвода е легендарен български хайдутин от XIX век.

## Биография
Костадин е роден в Щип, тогава в Османската империя, днес Северна Македония. Застава начело на чета, с която действа в югозападната част на Княжество България и Македония във втората половина на XIX век.